# Perroquet Ravachol
Le perroquet Ravachol a vécu à Pontevedra, en Espagne, entre 1891 et 1913. C'était l'animal de compagnie du pharmacien Perfecto Feijoo. Il est devenu l'un des symboles de la ville.
L'enterrement du Perroquet Ravachol est commémoré chaque année lors du carnaval de la ville de Pontevedra.

## Origine du nom
Il n'y a aucune preuve que le perroquet ait eu un nom spécifique pendant ses premiers mois à Pontevedra, mais avant qu'une année se soit écoulée depuis son arrivée dans la ville, tous les voisins le connaissaient sous le nom d'un célèbre révolutionnaire français. François Ravachol était un anarchiste qui, en plus d'être un fauteur de troubles, était réputé pour ses attaques terroristes à la dynamite.
C'est son propriétaire Don Perfecto Feijoo lui-même qui baptisa le perroquet du nom de Ravachol, en raison de son caractère turbulent et indomptable.

## Historique

### Le propriétaire
Le pharmacien de Pontevedra Perfecto Feijoo (1858-1935) obtint son diplôme à l'Université de Saint-Jacques-de-Compostelle. À partir de 1880 il dirigea la pharmacie située sur la place de la Pèlerine tout près de l'Église de la Vierge Pèlerine au coin de la rue Oliva. Il avait un caractère agréable et amical et il réunissait dans sa pharmacie la crème de la société de Pontevedra. Des personnalités de la politique, des arts et des sciences venaient dans sa pharmacie pour participer aux rencontres les plus animées. Ce fut sans doute l'une des personnalités les plus charismatiques de Galice à cette époque.

### Origines du perroquet
En 1702, la flotte espagnole, alliée à la flotte française, tenta de débarquer des marchandises apportées d'Amérique. Les navires furent attaqués par la flotte anglo-néerlandaise, ce qui donna lieu à la Bataille de Rande. Parmi les marchandises en provenance du nouveau continent se trouvait une cargaison d'oiseaux exotiques. Après le naufrage des navires un grand nombre de perroquets réussit à survivre. Ils se répandirent dans les environs et furent capturés par les villageois.

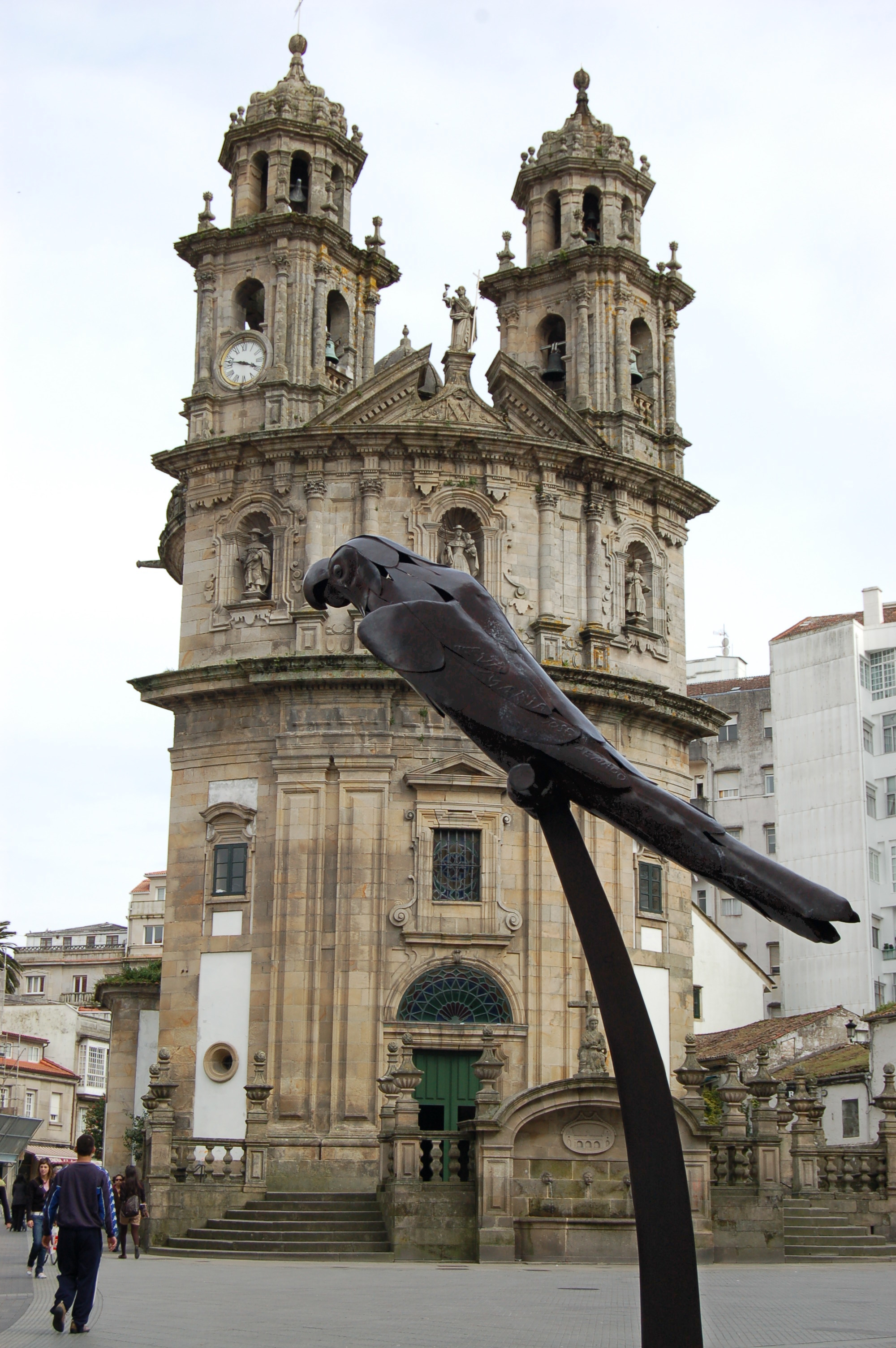
Ravachol en face de l'église de la Vierge Pèlerine

La date de naissance du Perroquet Ravachol est inconnue mais c'est en 1891 que Martin Fayes, un professeur de musique et directeur de la fanfare militaire de Tui, ami de D. Perfecto, le lui offrit. Le jeune perroquet devait rester à Pontevedra 22 ans.

### Arrivée à Pontevedra du Perroquet Ravachol
Il fallut un certain temps au perroquet pour s'adapter à sa nouvelle maison mais il montra rapidement son caractère agitateur et irrévérencieux. Sa capacité à parler se mêlait à un vocabulaire vulgaire, qui viendrait des soldats de la caserne où son ancien propriétaire Martin Fayes travaillait. Selon la période de l'année et le moment de la journée, la cage du perroquet était située dans la pharmacie, dans l'arrière-pharmacie ou à l'extérieur de la pharmacie à côté d'un banc en pierre. C'est à ce dernier endroit que le perroquet était le plus à l'aise pour profiter de l'animation des passants.

### Mort et enterrement
Le 26 janvier 1913, le Perroquet mourut. On dit que la cause de sa mort fut une surconsommation de biscuits trempés dans du vin ou un empoisonnement. La société de Pontevedra fut plongée dans un triste sentiment de deuil et s'organisa pour dire adieu à la référence la plus emblématique de la ville. Le cadavre fut embaumé et exposé dans la pharmacie.
La Société des Artisans organisa les funérailles et installa une chambre mortuaire dans la pharmacie. Ils fixerent la date de l'enterrement le 5 février 1913. Des personnes illustres de Pontevedra participerent à ces actes funèbres qui firent leurs adieux au bien-aimé Perroquet Ravachol. Les restes mortels du perroquet furent enterrés dans la propriété que D. Perfecto possédait à Mourente.

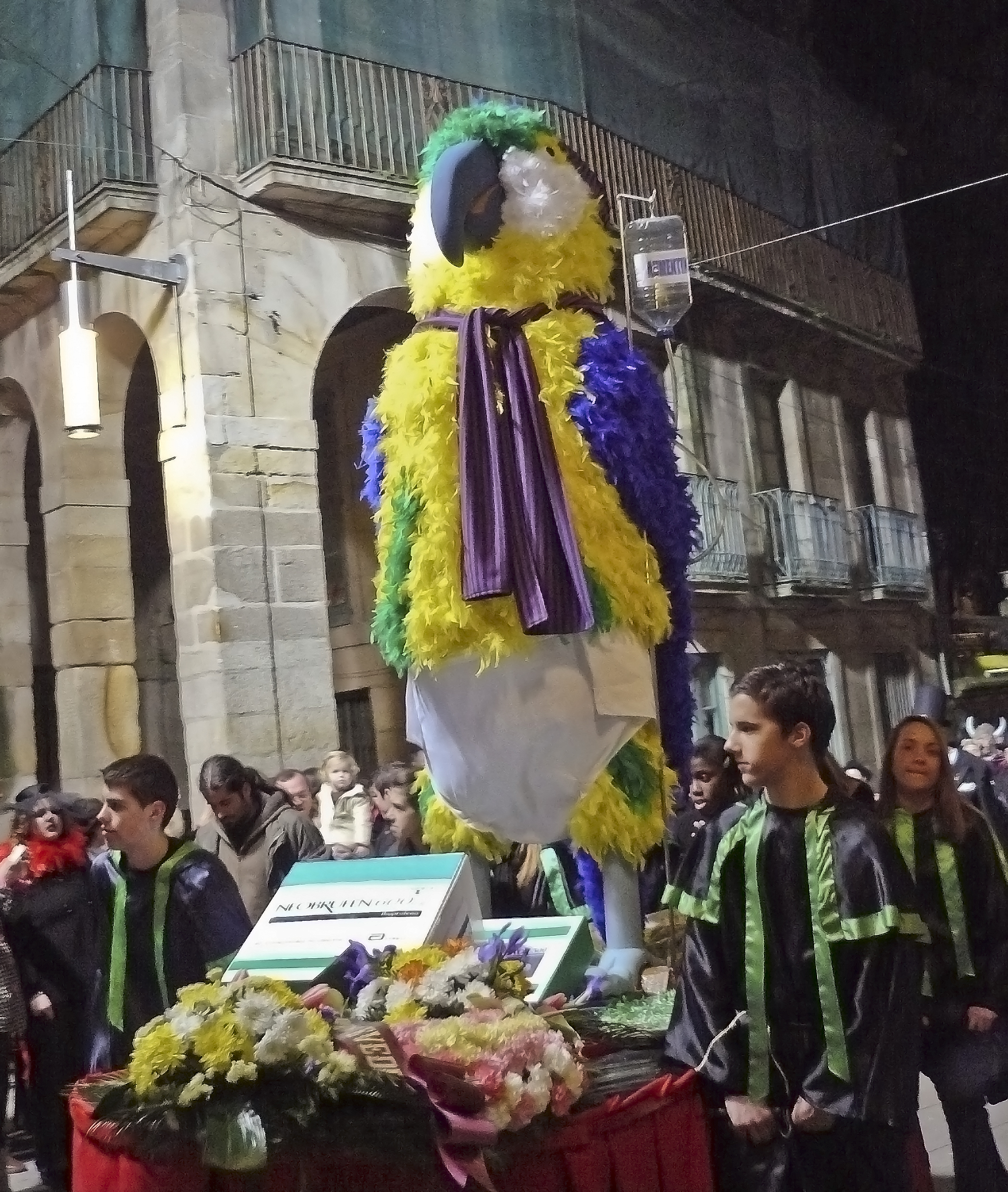
Cortège de l'enterrement du Perroquet Ravachol en 2008.

## Description

### Personnalité
Le tempérament du perroquet était très particulier, sa verbosité et sa facilité d'expression en firent une attraction singulière. De nombreux clients donnaient des bonbons au perroquet car ceux qui ne le faisaient pas recevaient une bonne réprimande de Ravachol.

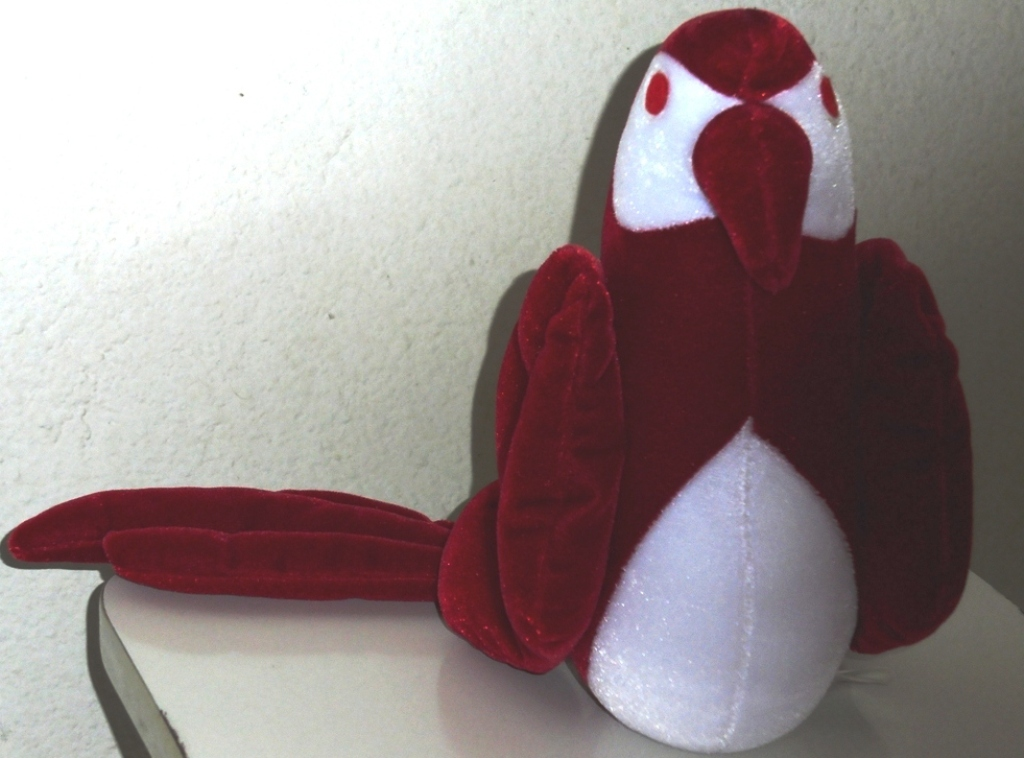
Souvenir officiel du Perroquet Ravachol

### Curiosités et phrases
La vie du perroquet fut marquée par un grand nombre d'anecdotes liées à sa facilité d'expression et à son sarcasme particulier. Le plus surprenant, c'est que sa maîtrise de la langue était doublée d'une intelligence lui permettant de tenir de petites conversations. Il identifiait également certaines situations pour appliquer ses phrases, presque toujours en galicien, qui furent vite devenues populaires et furent après utilisées dans la langue quotidienne des habitants de Pontevedra. Par exemple, Ravachol pouvait dire l'expression menaçante « se collo a vara… » (si je prends le bâton…) pour s'adresser à ceux qui l'embêtaient. Si personne ne s'occupait des clients et qu'un client entrait dans la pharmacie, il criait : Don Perfecto "y'a des gens dans le magasin. Si le client avait mauvaise mine, il criait : Ici, on ne vous fait pas confiance. D'autre part, quand un prêtre arrivait, il imitait un corbeau. Au président du gouvernement espagnol, Eugenio Montero Ríos et à l'écrivain Emilia Pardo Bazán il dédia des insultes qui seraient condamnées à l'époque.
Un autre exemple de son intelligence est que parfois il criait « Don Perfecto a despachar » (Don Perfecto, allez vous occuper des clients) et quand le pharmacien s'approchait de lui il lui disait « engañeiche! » (je t'ai eu!).

## Le perroquet Ravachol dans la culture populaire

### Enterrement moderne
En 1985, un groupe de Pontevedriens, en collaboration avec la commission municipale des festivités, ont décidé de recréer la veillée funèbre et l'enterrement du Perroquet Ravachol lors du carnaval de la ville. Le succès de cette première récréation fut tel qu'en quelques années l'enterrement du Perroquet Ravachol devint l'un des événements les plus populaires du carnaval galicien. La célébration clôt la semaine du carnaval de Pontevedra. Il est d'usage que Ravachol apparaisse le lundi de Carnaval dans un costume qui change chaque année en fonction de l'actualité. Au début, l'enterrement avait lieu le vendredi, mais a été reporté au samedi après le mercredi des Cendres pour faciliter la participation des milliers de participants au cortège funèbre.

### Pertinence
Il y a d'innombrables exemples de reconnaissance à cette figure du carnaval de Pontevedra. Il a fait l'objet de reportages télévisés, de chroniques journalistiques d'études historiques et d'inspiration littéraire. Il a aussi sa propre saeta, sa propre rumba, ses tanguillos et ses coplas murgueras, son badge et ses différents articles de merchandising. Le perroquet a un monument depuis le 23 février 2006 à l'endroit précis de la ville où ses exploits pittoresques eurent lieu. C'est précisément là que la pharmacie de Don Perfecto Feijoo, démolie en 1947 pour élargir la rue Michelena, est reconstruite chaque année et que les célèbres rassemblements sont recréés.
Le perroquet a également une figure dédiée dans la célèbre céramique galicienne de Sargadelos. Les gâteaux appelés Ravacholitos sont également dédiés au perroquet Ravachol.

## Galerie d'images

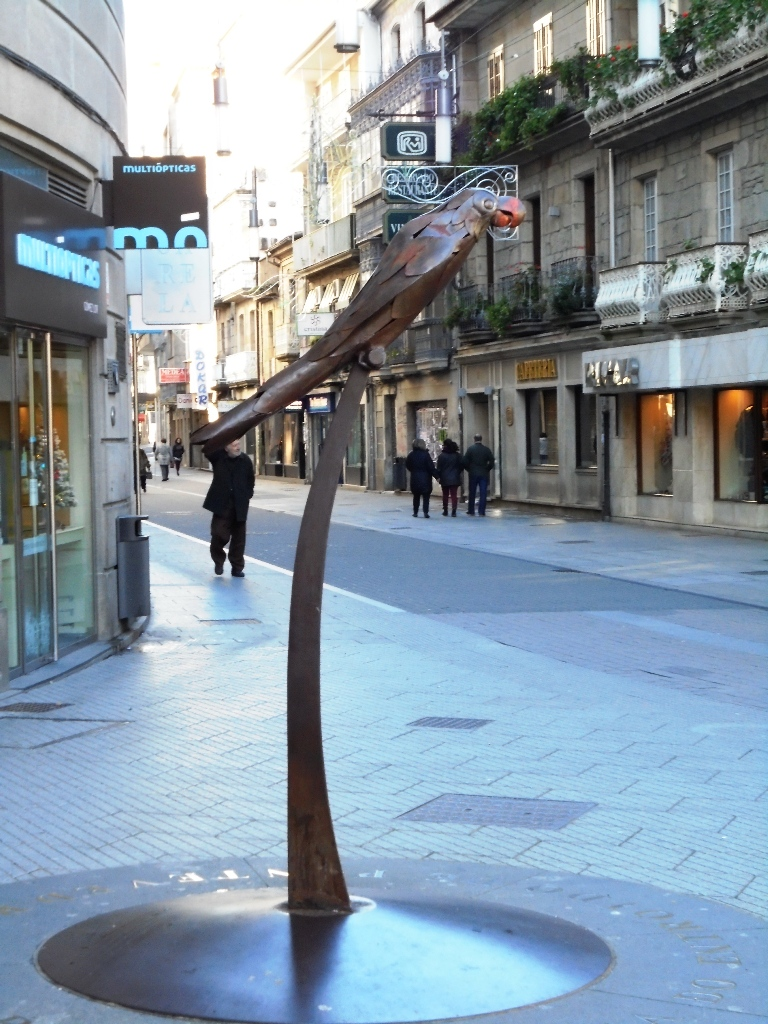
Sculpture du Perroquet Ravachol au centre-ville.
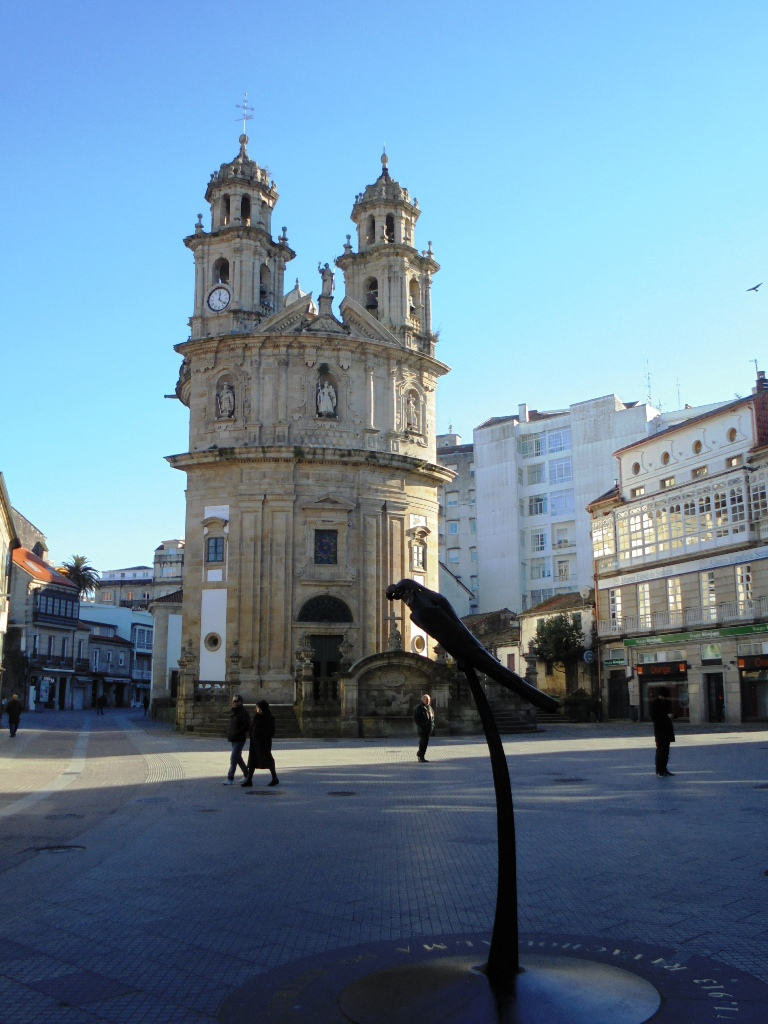
Place de la Vierge Pèlerine.
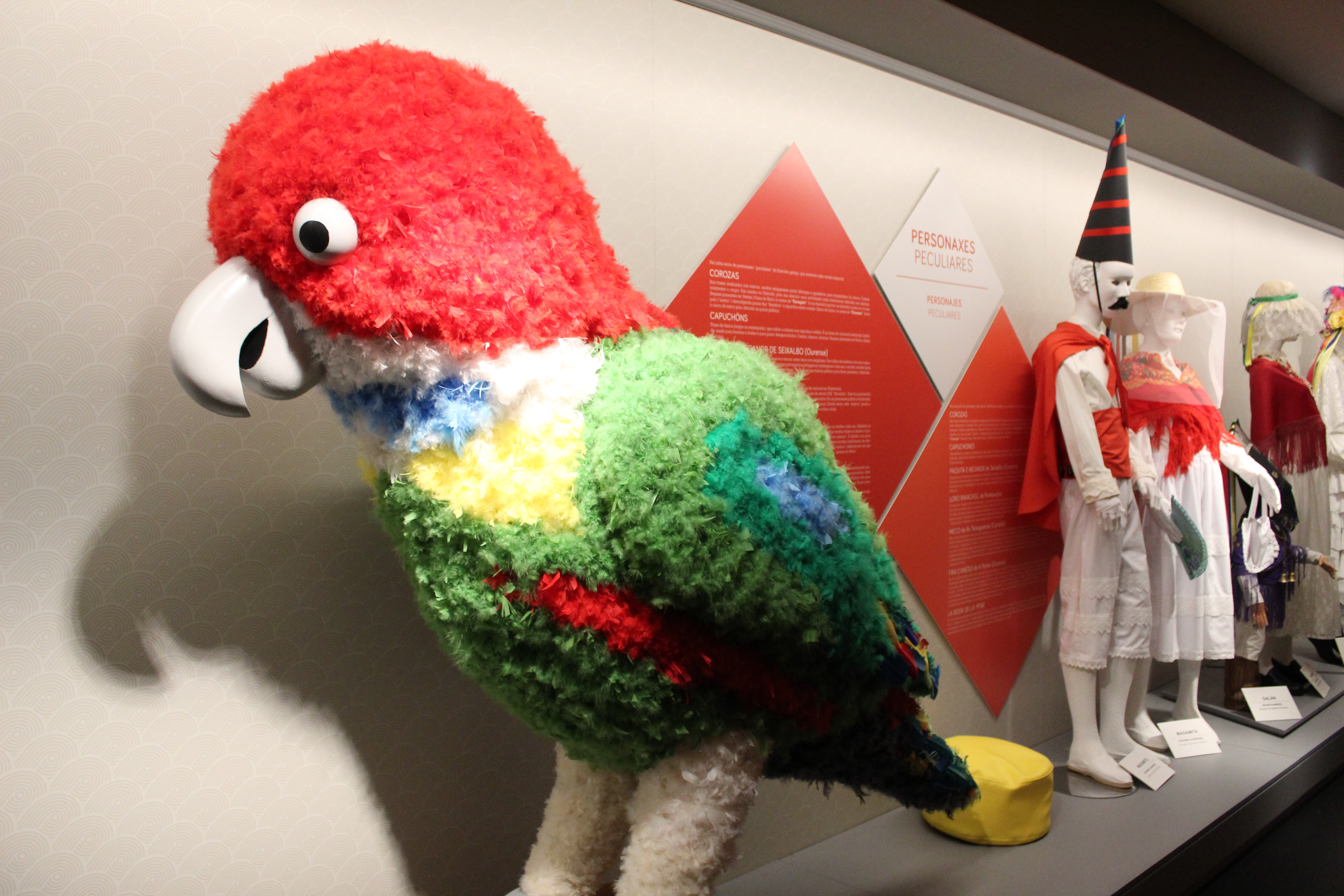
Ravachol lors du Carnaval 2019.
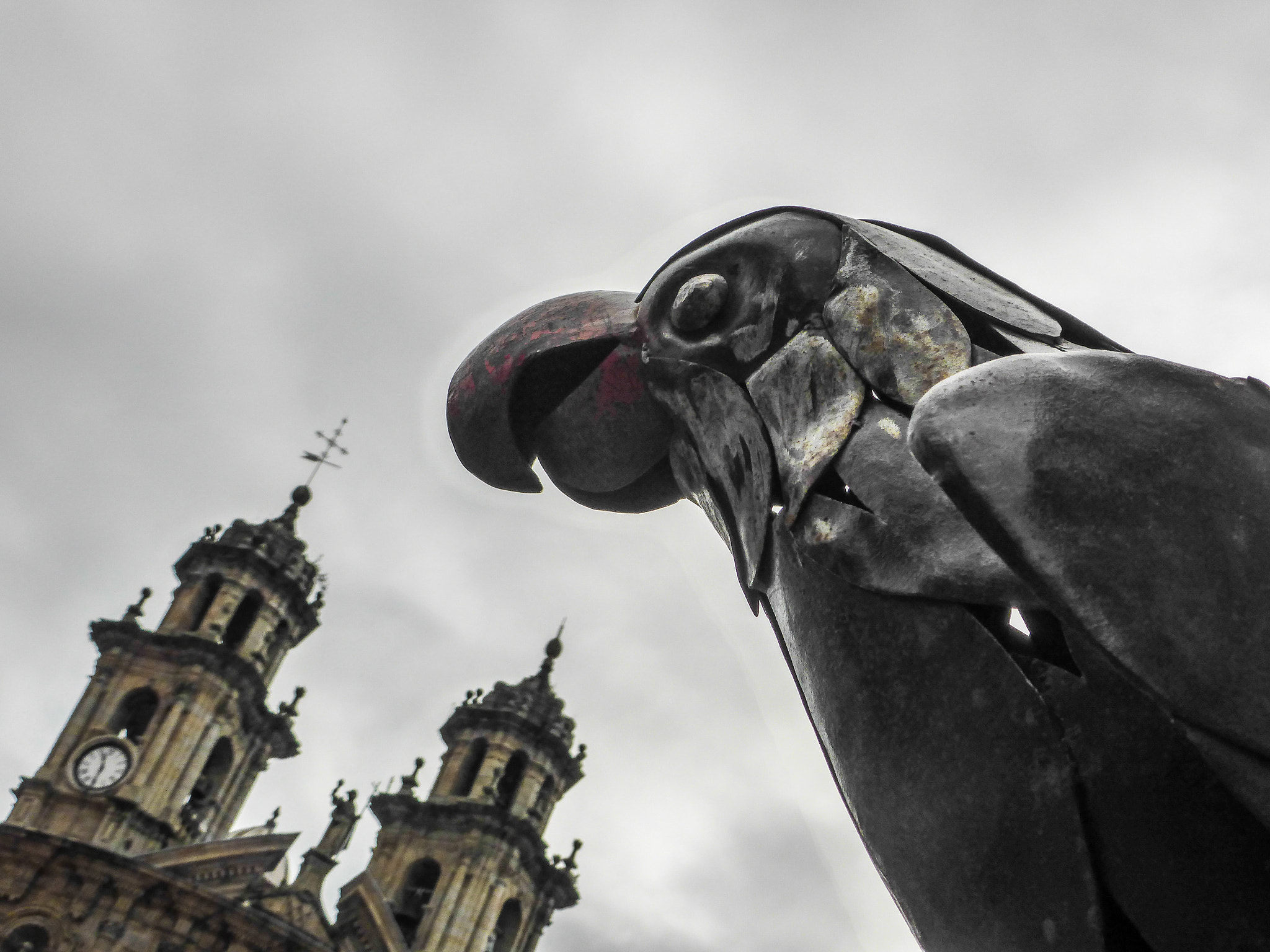
Tête du perroquet.
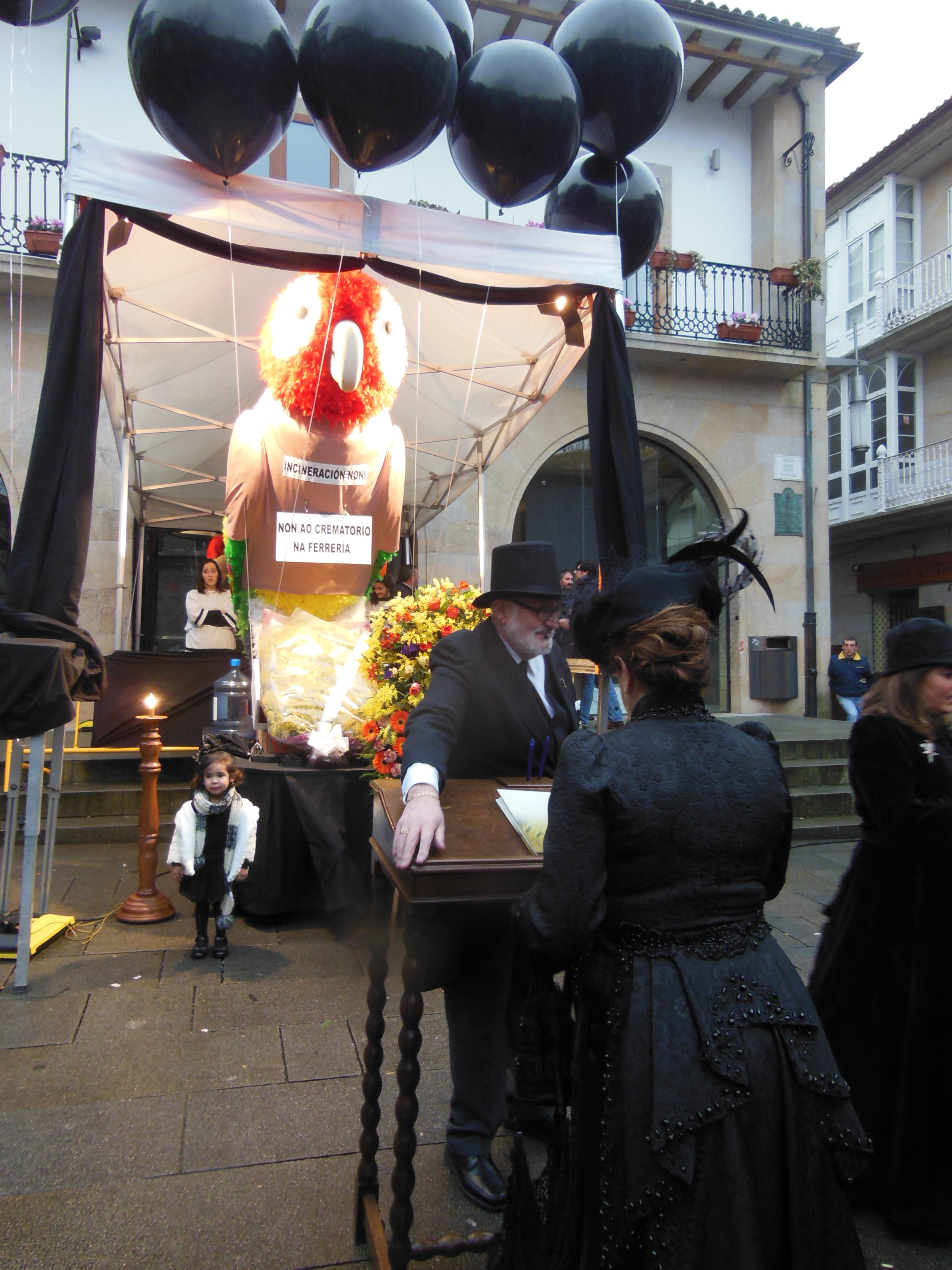
Ravachol en 2015 sur la place de la Verdura